# Juan López (Honduras)
Juan López (né en 1810 à Intibucá et mort le 6 mai 1882 à Tegucigalpa) est un homme politique hondurien. Il est président du Honduras à deux reprises, du 6 au 18 octobre 1855 et du 27 avril au 21 novembre 1867.